# Velika nagrada Njemačke

## Pobjednici

### Višestruki pobjednici (vozači)
Podebljani vozač je i dalje aktivan u natjecanju Formule 1.
| Pobjede | Vozač              | Pobjednička godina         |
| ------- | ------------------ | -------------------------- |
| 4       | Michael Schumacher | 1995., 2002., 2004., 2006. |
| 4       | Lewis Hamilton     | 2008., 2011., 2016., 2018. |
| 3       | Juan Manuel Fangio | 1954., 1956., 1957.        |
| 3       | Jackie Stewart     | 1968., 1971., 1973.        |
| 3       | Nelson Piquet      | 1981., 1986., 1987.        |
| 3       | Ayrton Senna       | 1988., 1989., 1990.        |
| 3       | Fernando Alonso    | 2005., 2010., 2012.        |
| 2       | Alberto Ascari     | 1951., 1952.               |
| 2       | Tony Brooks        | 1958., 1959.               |
| 2       | John Surtees       | 1963., 1964.               |
| 2       | Jacky Ickx         | 1969., 1972.               |
| 2       | Alain Prost        | 1984., 1993.               |
| 2       | Nigel Mansell      | 1991., 1992.               |
| 2       | Gerhard Berger     | 1994., 1997.               |

### Višestruki pobjednici (konstruktori)
Podebljani konstruktori su i dalje aktivini u natjecanju Formule 1
| Pobjede | Konstruktor | Pobjednička godina |
| ------- | ----------- | --- |
| 21      | Ferrari     | 1951., 1952., 1953., 1956., 1959., 1963., 1964., 1972., 1974., 1977., 1982., 1983., 1985., 1994., 1999., 2000., 2002., 2004., 2006., 2010., 2012. |
| 9       | Williams    | 1979., 1986., 1987., 1991., 1992., 1993., 1996., 2001., 2003.                                                                                     |
| 8       | McLaren     | 1976., 1984., 1988., 1989., 1990., 1998., 2008., 2011.                                                                                            |
| 5       | Brabham     | 1966., 1967., 1969., 1975., 1981. |
| 4       | Mercedes    | 1954., 2014., 2016., 2018. |
| 4       | Lotus       | 1961., 1965., 1970., 1978. |
| 3       | Red Bull    | 2009., 2013., 2019. |
| 2       | Tyrrell     | 1971., 1973. |
| 2       | Benetton    | 1995. |
| 2       | Benetton    | 1997. |

### Pobjednici po godinama
| Godina | Vozač              | Konstruktor            | Staza          |
| ------ | ------------------ | ---------------------- | -------------- |
| 1951.  | Alberto Ascari     | Ferrari                | Nürburgring    |
| 1952.  | Alberto Ascari     | Ferrari                | Nürburgring    |
| 1953.  | Giuseppe Farina    | Ferrari                | Nürburgring    |
| 1954.  | Juan Manuel Fangio | Mercedes               | Nürburgring    |
| 1955.  | Nije održana       | Nije održana           | Nije održana   |
| 1956.  | Juan Manuel Fangio | Ferrari                | Nürburgring    |
| 1957.  | Juan Manuel Fangio | Maserati               | Nürburgring    |
| 1958.  | Tony Brooks        | Vanwall                | Nürburgring    |
| 1959.  | Tony Brooks        | Ferrari                | AVUS           |
| 1960.  | Nije održana       | Nije održana           | Nije održana   |
| 1961.  | Stirling Moss      | Lotus-Climax           | Nürburgring    |
| 1962.  | Graham Hill        | BRM                    | Nürburgring    |
| 1963.  | John Surtees       | Ferrari                | Nürburgring    |
| 1964.  | John Surtees       | Ferrari                | Nürburgring    |
| 1965.  | Jim Clark          | Lotus-Climax           | Nürburgring    |
| 1966.  | Jack Brabham       | Brabham-Repco          | Nürburgring    |
| 1967.  | Denny Hulme        | Brabham-Repco          | Nürburgring    |
| 1968.  | Jackie Stewart     | Matra-Ford Cosworth    | Nürburgring    |
| 1969.  | Jacky Ickx         | Brabham-Ford Cosworth  | Nürburgring    |
| 1970.  | Jochen Rindt       | Lotus-Ford Cosworth    | Hockenheimring |
| 1971.  | Jackie Stewart     | Tyrrell-Ford Cosworth  | Nürburgring    |
| 1972.  | Jacky Ickx         | Ferrari                | Nürburgring    |
| 1973.  | Jackie Stewart     | Tyrrell-Ford Cosworth  | Nürburgring    |
| 1974.  | Clay Regazzoni     | Ferrari                | Nürburgring    |
| 1975.  | Carlos Reutemann   | Brabham-Ford Cosworth  | Nürburgring    |
| 1976.  | James Hunt         | McLaren-Ford Cosworth  | Nürburgring    |
| 1977.  | Niki Lauda         | Ferrari                | Hockenheimring |
| 1978.  | Mario Andretti     | Lotus-Ford Cosworth    | Hockenheimring |
| 1979.  | Alan Jones         | Williams-Ford Cosworth | Hockenheimring |
| 1980.  | Jacques Laffite    | Ligier-Ford Cosworth   | Hockenheimring |
| 1981.  | Nelson Piquet      | Brabham-Ford Cosworth  | Hockenheimring |
| 1982.  | Patrick Tambay     | Ferrari                | Hockenheimring |
| 1983.  | René Arnoux        | Ferrari                | Hockenheimring |
| 1984.  | Alain Prost        | McLaren-TAG Porsche    | Hockenheimring |
| 1985.  | Michele Alboreto   | Ferrari                | Nürburgring    |
| 1986.  | Nelson Piquet      | Williams-Honda         | Hockenheimring |
| 1987.  | Nelson Piquet      | Williams-Honda         | Hockenheimring |
| 1988.  | Ayrton Senna       | McLaren-Honda          | Hockenheimring |
| 1989.  | Ayrton Senna       | McLaren-Honda          | Hockenheimring |
| 1990.  | Ayrton Senna       | McLaren-Honda          | Hockenheimring |
| 1991.  | Nigel Mansell      | Williams-Renault       | Hockenheimring |
| 1992.  | Nigel Mansell      | Williams-Renault       | Hockenheimring |
| 1993.  | Alain Prost        | Williams-Renault       | Hockenheimring |
| 1994.  | Gerhard Berger     | Ferrari                | Hockenheimring |
| 1995.  | Michael Schumacher | Benetton-Renault       | Hockenheimring |
| 1996.  | Damon Hill         | Williams-Renault       | Hockenheimring |
| 1997.  | Gerhard Berger     | Benetton-Renault       | Hockenheimring |
| 1998.  | Mika Häkkinen      | McLaren-Mercedes       | Hockenheimring |
| 1999.  | Eddie Irvine       | Ferrari                | Hockenheimring |
| 2000.  | Rubens Barrichello | Ferrari                | Hockenheimring |
| 2001.  | Ralf Schumacher    | Williams-BMW           | Hockenheimring |
| 2002.  | Michael Schumacher | Ferrari                | Hockenheimring |
| 2003.  | Juan Pablo Montoya | Williams-BMW           | Hockenheimring |
| 2004.  | Michael Schumacher | Ferrari                | Hockenheimring |
| 2005.  | Fernando Alonso    | Renault                | Hockenheimring |
| 2006.  | Michael Schumacher | Ferrari                | Hockenheimring |
| 2007.  | Nije održana       | Nije održana           | Nije održana   |
| 2008.  | Lewis Hamilton     | McLaren-Mercedes       | Hockenheimring |
| 2009.  | Mark Webber        | Red Bull-Renault       | Nürburgring    |
| 2010.  | Fernando Alonso    | Ferrari                | Hockenheimring |
| 2011.  | Lewis Hamilton     | McLaren-Mercedes       | Nürburgring    |
| 2012.  | Fernando Alonso    | Ferrari                | Hockenheimring |
| 2013.  | Sebastian Vettel   | Red Bull-Renault       | Nürburgring    |
| 2014.  | Nico Rosberg       | Mercedes               | Hockenheimring |
| 2015.  | Nije održana       | Nije održana           | Nije održana   |
| 2016.  | Lewis Hamilton     | Mercedes               | Hockenheimring |
| 2017.  | Nije održana       | Nije održana           | Nije održana   |
| 2018.  | Lewis Hamilton     | Mercedes               | Hockenheimring |
| 2019.  | Max Verstappen     | Red Bull-Honda         | Hockenheimring |